# Октавијус (брод)
Октавијус је напуштени брод који је 1775. године пронађен недалеко од обале Гренланда.
Екипа са китоловца Хералд, након што је приметила да је брод напуштен, укрцала се на Октавијус и пронашла све чланове посаде мртве, смрзнуте и готово савршено очуване у потпалубљу. Наводно, тело капетана пронађено је за столом са пером у руци и отвореним дневником испред њега. Последњи унос датирао је из 1762, што указује да је Октавијус плутао Арктичким океаном 13 година.
Највероватније, овај брод је испловио из Енглеске 1761. и упутио се ка Истоку. По успешном приспећу у Кину, капетан је одлучио да се запути даље на исток и врати кроз тада још увек слабо истражени Северозападни пролаз. У том покушају Октавијус је остао заробљен у леду северно од Аљаске. Тако је Октавијус био први брод који је препловио поменути пролаз.
Након контакта са посадом Хералда, Октавијус није више никада виђен.